# Paracapnia khorensis
Paracapnia khorensis is een steenvlieg uit de familie Capniidae. De wetenschappelijke naam van de soort is voor het eerst geldig gepubliceerd in 1972 door Zhiltzova.